# Federico Marchetti
Federico Marchetti (Bassano del Grappa, 7 de fevereiro de 1983) é um futebolista italiano que atua como goleiro. Atualmente, joga pela Genoa. 

## Títulos
Lazio
- Coppa Italia: 2012-13